# Roderick Weusthof
Roderick Camiel Weusthof (Nijmegen, 18 mei 1982) is een voormalige Nederlandse hockeyer en zoon van oud-hockeyinternational Hans Weusthof. Hij speelde 153 officiële interlands (79 doelpunten) voor de Nederlandse hockeyploeg. De aanvaller maakte zijn debuut op 12 juli 2003 in een interland tegen Spanje. Na de Olympische Spelen van 2012 stopte hij als international.

## Hockeyloopbaan
Weusthof speelde voor NMHC Nijmegen op overgangsklasse-niveau, en in het seizoen 2001-2002 maakte Weusthof zijn debuut bij Kampong in de hoofdklasse. Sinds die tijd behoort Weusthof tot de topschutters van de hoofdklasse. In zijn eerste seizoen bij SCHC (Stichtse) (2004-2005) werd hij topscorer en won daarmee de "gouden bal", een eer die hem ook in het daaropvolgende seizoen te beurt viel.
Met Stichtse bereikte Roderick Weusthof in het seizoen 2004/05 voor het eerst de play-offs, waarin zijn club in de halve finales (best-of-three) van de latere kampioen Oranje Zwart verloor. Daarna werden 2 opeenvolgende jaren ook de play-offs behaald. In het laatste seizoen 2009/2010 van Weusthof met SCHC (Stichtse), moest er noodgedwongen na-competitie gespeeld worden, die ze ternauwernood wisten te overleven. Na dit seizoen vertrok Weusthof samen met bijna het gehele team de club. Weusthof tekende zijn contract bij HC Rotterdam voor twee seizoenen.
In 2012/2013 keerde Weusthof terug bij [HC Kampong]. Beiden seizoenen bereikte hij met Kampong de play-offs. In het eerste seizoen werd Kampong vierde in de competitie en derde na de play-offs. 
In 2013/2014 werd hij met Kampong eerste in de Hoofdklasse. Na zijn laatste Hoofdklassewedstrijd kondigde hij via Kampong Hockey TV aan dat hij stopt met hockey op het hoogste niveau. In april 2014 speelt hij zijn laatste wedstrijden in de play-offs en de EHL.
In november 2006 is Roderick lid geworden van "de Boekaniers" (voor een groot deel bestaande uit hockey-internationals). Ook mag Roderick zich "Batavier" noemen, aangezien hij in oktober 2007 ook tot deze befaamde vereniging voor (oud-)internationals en hockeyers van het hoogste niveau toetrad.
Als hockeyer heeft Roderick, net als zijn vader, als bijnaam "de Knoest".

### Details interlandcarrière
| Aantal interlands    | 153                                              |
| Aantal goals         | 79                                               |
| Wedstrijden gewonnen | 93                                               |
| Wedstrijden verloren | 36                                               |
| Wedstrijden gelijk   | 24                                               |
| Positie in elftal    | spits                                            |
| Nationale selecties  | Ned. B, Ned. A, Jong Oranje, Oranje Zaal, Oranje |

### Details hoofdklassecarrière
| Aantal goals                 | 345 maal                 |
| Gouden Bal (topscorer titel) | 4 maal                   |
| Vorige clubs                 | Kampong, SCHC, Rotterdam |
| Huidige club                 | Kampong                  |

(update 27-08-2012)

### Clubs
| Seizoen    | Club          | Land      | Competitie      |
| ---------- | ------------- | --------- | --------------- |
| 1993/2001  | NMHC Nijmegen | Nederland | Overgangsklasse |
| 2001/2004  | Kampong       | Nederland | Hoofdklasse     |
| 2004/2010  | SCHC          | Nederland | Hoofdklasse     |
| 2010/2012  | HC Rotterdam  | Nederland | Hoofdklasse     |
| 2012/heden | Kampong       | Nederland | Hoofdklasse     |

## Erelijst

### Persoonlijk
| Resultaat              | Jaar      | Club          | Competitie      |
| ---------------------- | --------- | ------------- | --------------- |
| Topscorer              | 1999/2000 | NMHC Nijmegen | Overgangsklasse |
| Topscorer (gouden bal) | 2004/2005 | SCHC          | Hoofdklasse     |
| Topscorer (gouden bal) | 2005/2006 | SCHC          | Hoofdklasse     |
| Topscorer (gouden bal) | 2008/2009 | SCHC          | Hoofdklasse     |
| Topscorer (gouden bal) | 2011/2012 | HC Rotterdam  | Hoofdklasse     |

### Clubs
| Jaar      | Club         | Competitie  | Resultaat                      |
| --------- | ------------ | ----------- | ------------------------------ |
| 2002/2003 | Kampong      | Hoofdklasse | 7e                             |
| 2003/2004 | Kampong      | Hoofdklasse | 9e                             |
| 2004/2005 | SCHC         | Hoofdklasse | 3e (Play-offs)                 |
| 2005/2006 | SCHC         | Hoofdklasse | 3e (Play-offs)                 |
| 2006/2007 | SCHC         | Hoofdklasse | 4e (Play-offs)                 |
| 2007/2008 | SCHC         | Hoofdklasse | 5e                             |
| 2008/2009 | SCHC         | Hoofdklasse | 5e                             |
| 2009/2010 | SCHC         | Hoofdklasse | 10e                            |
| 2010/2011 | HC Rotterdam | Hoofdklasse | 3e (Play-offs)                 |
| 2011/2012 | HC Rotterdam | Hoofdklasse | 1e (Officieus), 2e (Officieel) |
| 2012/2013 | Kampong      | Hoofdklasse | 3e                             |
| 2013/2014 | Kampong      | Hoofdklasse | ?                              |

### Doelpunten overgangsklasse
| Jaar      | Aantal | Resultaat | Club          | Competitie      | Wedstrijden gespeeld |
| --------- | ------ | --------- | ------------- | --------------- | -------------------- |
| 1999/2000 | 31     | Goud      | NMHC Nijmegen | overgangsklasse | 22                   |
| 2000/2001 | 21     | ??        | NMHC Nijmegen | overgangsklasse | 22                   |

### Doelpunten hoofdklasse
| Jaar      | Aantal | Resultaat | Club      | Competitie  | Wedstrijden gespeeld |
| --------- | ------ | --------- | --------- | ----------- | -------------------- |
| 2001/2002 | 24     | Zilver    | Kampong   | hoofdklasse | 22                   |
| 2002/2003 | 24     | 4e        | Kampong   | hoofdklasse | 22                   |
| 2003/2004 | 18     | 9e        | Kampong   | hoofdklasse | 22                   |
| 2004/2005 | 27     | Goud      | SCHC      | hoofdklasse | 22                   |
| 2005/2006 | 34     | Goud      | SCHC      | hoofdklasse | 22                   |
| 2006/2007 | 29     | Zilver    | SCHC      | hoofdklasse | 22                   |
| 2007/2008 | 28     | Zilver    | SCHC      | hoofdklasse | 22                   |
| 2008/2009 | 34     | Goud      | SCHC      | hoofdklasse | 22                   |
| 2009/2010 | 21     | 4e        | SCHC      | hoofdklasse | 22                   |
| 2010/2011 | 24     | Zilver    | Rotterdam | hoofdklasse | 22                   |
| 2011/2012 | 34     | Goud      | Rotterdam | hoofdklasse | 22                   |
| 2012/2013 | 24     | Zilver    | Kampong   | hoofdklasse | 22                   |
| 2013/2014 | 24     | Brons     | Kampong   | hoofdklasse | 22                   |
| 2015/2016 | 1      |           | Kampong   | hoofdklasse | 2                    |
| Totaal    | 346    |           |           |             | 288                  |

In oktober 2010 bekroonde Roderick zijn 250ste doelpunt met een hattrick in de allerlaatste minuut van de wedstrijd. Roderick begint zijn nieuwe hockey seizoen (2011/2012) met een totaal van 264 doelpunten. Sinds zondag 6 november 2011 is hij topscorer aller tijden op het hoogste niveau, omdat hij toen Floris Jan Bovelander met diens 276 doelpunten van deze positie verstootte. Op 5 november 2023 heeft Jeroen Hertzberger zijn stokje overgenomen als topscorer aller tijden.
Roderick staat eind seizoen 2012 op een totaal van 298 doelpunten, waarmee hij zichzelf nog steeds topscorer aller tijden mag noemen. Begin seizoen 2012/2013 bij HC Kampong, heeft Roderick zich als eerste speler in de geschiedenis van de hoofdklasse hockey de 300 doelpunten gehaald. Weusthof sloot zijn loopbaan in 2014 af maar speelde in het seizoen 2015/2016 als assistent-coach nog twee duels bij Kampong, dat toen kampte met flink wat blessuregevallen. In één van die twee duels (tegen Voordaan) maakte hij zijn 346ste en laatste doelpunt in de Hoofdklasse.

### Nederlands elftal
| Jaar | Toernooi               | Plaats                     | Resultaat |
| ---- | ---------------------- | -------------------------- | --------- |
| 2004 | Champions Trophy       | Lahore, Pakistan           | Zilver    |
| 2005 | Europees kampioenschap | Leipzig, Duitsland         | Zilver    |
| 2005 | Champions Trophy       | Chennai, India             | Zilver    |
| 2006 | Champions Trophy       | Terrassa, Spanje           | Goud      |
| 2006 | Wereldkampioenschap    | Mönchengladbach, Duitsland | 7e        |
| 2007 | Europees kampioenschap | Manchester, Engeland       | Goud      |
| 2008 | Champions Trophy       | Rotterdam, Nederland       | 4e        |
| 2008 | Olympische Spelen      | Peking, China              | 4e        |
| 2009 | Europees kampioenschap | Amstelveen, Nederland      | Brons     |
| 2009 | Champions Trophy       | Melbourne, Australië       | 4e        |
| 2011 | Rabo 4-nations Cup     | Amstelveen, Nederland      | Goud      |
| 2011 | Europees kampioenschap | Mönchengladbach, Duitsland | Zilver    |
| 2011 | Champions Trophy       | Auckland, Nieuw-Zeeland    | Brons     |
| 2012 | Olympische Spelen      | Londen, Engeland           | Zilver    |

Thomas Boerma · 
Matthijs Brouwer · 
Ronald Brouwer · 
Jeroen Delmee · 
Geert-Jan Derikx · 
Rob Derikx · 
Laurence Docherty · 
Jeroen Hertzberger · 
Robert van der Horst · 
Timme Hoyng · 
Teun de Nooijer · 
Rob Reckers · 
Taeke Taekema · 
Guus Vogels · 
Roderick Weusthof · 
Sander van der Weide ·
Coach: Roelant Oltmans
Sander Baart · 
Billy Bakker · 
Marcel Balkestein · 
Floris Evers · 
Rogier Hofman · 
Robert van der Horst · 
Tim Jenniskens · 
Wouter Jolie · 
Robbert Kemperman · 
Teun de Nooijer · 
Jaap Stockmann · 
Valentin Verga · 
Klaas Vermeulen · 
Bob de Voogd · 
Mink van der Weerden · 
Roderick Weusthof · 
Sander de Wijn ·
Coach: Paul van Ass